# P558 Gribben
P558 Gribben var et dansk patruljefartøj af Flyvefisken-klassen benyttet af Søværnet. Skibet indgik i flådens tal i 1993 og forrettede tjeneste frem til 2010 hvor skibet strøg kommando. Skibet hørte fra 2004 organisatorisk til under 1. Eskadre, division 12 (patruljebådsdivisionen) og var permanent udrustet i patruljekonfiguration.
Gribben var det fjerde skib i flåden, der benyttede navnet Gribben:
- Gribben (kutter, 1808-1814)
- P552 Gribben (torpedobåd, 1948-1960)- (Kriegsmarines S107)
- P508 Gribben (torpedobåd, 1963-1978)
- Gribben (patruljefartøj, 1993-2010)